# Бодливоопашати гущери
Бодливоопашатите гущери (Cordylidae), наричани също шипобронести гущери и поясноопашати гущери, са семейство влечуги от разред Люспести (Squamata).
Близкородствени с герозавровите (Gerrhosauridae), те са разпространени в Южна и Източна Африка, активни са през деня и се хранят главно с насекоми.

## Родове
Семейство Cordylidae – Бодливоопашати гущери
- Chamaesaura
- Cordylus - Поясоопашати гущери
- Hemicordylus
- Karusasaurus
- Namazonurus
- Ninurta
- Ouroborus
- Platysaurus
- Pseudocordylus
- Smaug